# Treppe des Königs von Aragon

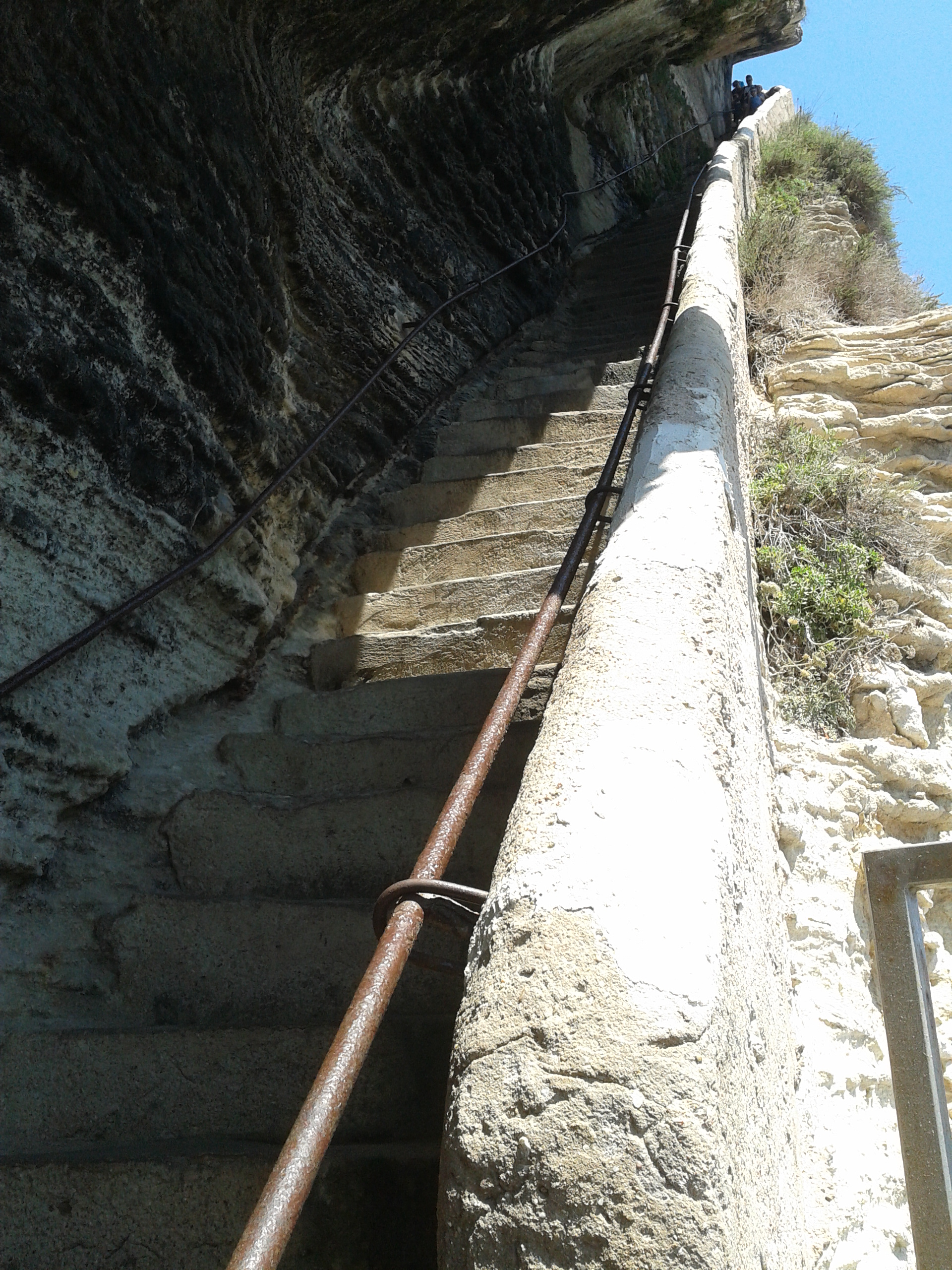
Treppe des Königs von Aragon

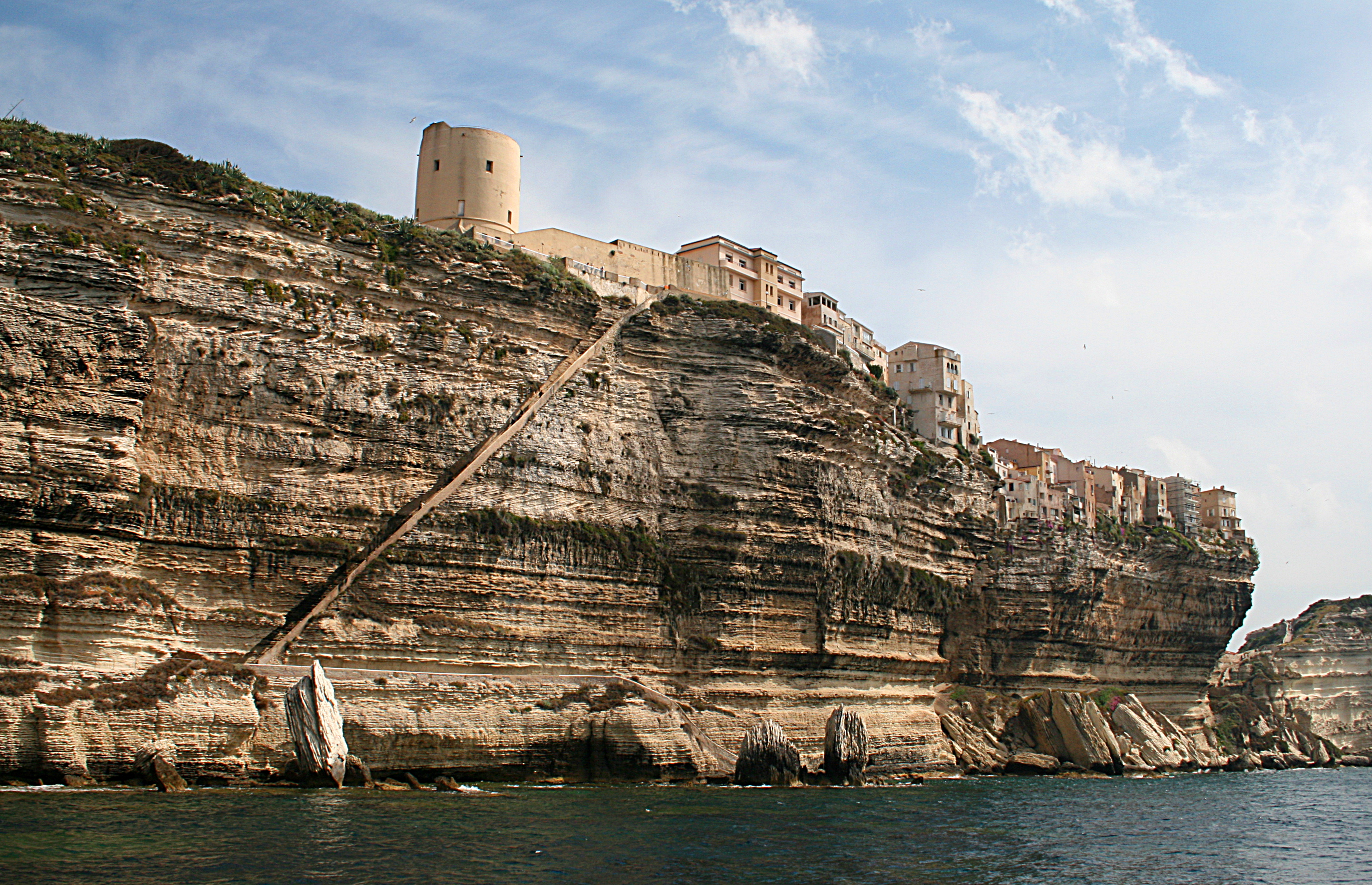
Treppe des Königs von Aragon gesehen aus dem Meer

Die Treppe des Königs von Aragon (korsisch Scali di u rè d'Aragona, französisch Escalier du roi d'Aragon) ist eine in eine Kalkstein-Klippe geschlagene Treppe in dem Ort Bonifacio auf der Insel Korsika.

## Lage
Die Treppe befindet sich im äußersten Süden der Insel an der Meerenge von Bonifacio, die Korsika von Sardinien trennt, am Mittel- bzw. Tyrrhenischen Meer.
Von einem Boot oder Schiff vom Meer aus gesehen wirkt sie von fern wie eine dunkle schräge Linie über die ganze Höhe des Kliffs, als ob ein Rohr in den Felsen eingelassen sei. 

## Geschichte
Von Menschen direkt in den Kalksteinfelsen der Kliffküste von Bonifacio geschnitten, besteht die Treppe aus 187 Stufen und hat eine Neigung von ungefähr 45°.
Eine Legende besagt, sie sei in einer einzigen Nacht von Truppen des Königs von Aragon Alfons V. nach der Belagerung von Bonifacio 1420 in den Felsen gehauen worden. Wahrscheinlicher ist, dass der Bau länger dauerte und durch Franziskaner erfolgte, die Zugang zu einer Trinkwasserquelle am Fuß der Treppe schaffen wollten.